# Миненко, Александр Тимофеевич
Александр Тимофеевич Миненко (25 июля 1948, с. Павловка Чугуевского района Приморского края — 29 декабря 2010, г. Уссурийск) — советский и российский военачальник, генерал-майор. Командир 39-й гвардейской мотострелковой Барвенковской дивизии (1987—1991), начальник Уссурийского суворовского военного училища (1991—2008).

## Биография
Александр Тимофеевич Миненко родился 25 июля 1948 года в селе Павловка Чугуевского района Приморского края в многодетной семье. Национальность — русский. На воинской службе с 1966 года по 2008 год.

### Семья
Отец — Тимофей Трофимович (1909—1971); мать — Марфа Абрамовна (1913—1999). Братья: Николай (1929—1999) и Алексей (р. 1942), сёстры: Нина Тимофеевна Пацко (р. 1936) и Надежда Тимофеевна Карпекина.
Жена (с мая 1970) — Галина Николаевна Миненко (урожд. Воронина; р. 1948, пос. Усть-Кара Читинской области), русская, окончила Благовещенский педагогический институт. Дети — дочь — Елена (р. 1975, Уссурийск Приморского края), старший преподаватель иностранного языка в Уссурийском СВУ и сын — Александр (р. 1977, Москва), прокурор Октябрьского района Приморского края.

### На воинской службе
По окончании Чугуевской средней школы, в 1966 году, поступил в Благовещенское высшее танковое командное краснознамённое училище имени Маршала Советского Союза Кирилла Афанасьевича Мерецкова, которое окончил в 1970 году.
С августа 1970 по август 1975 года — командир учебного взвода, танковой роты, начальник штаба учебного танкового батальона 136-го танкового полка вч пп 21492 (КДВО).

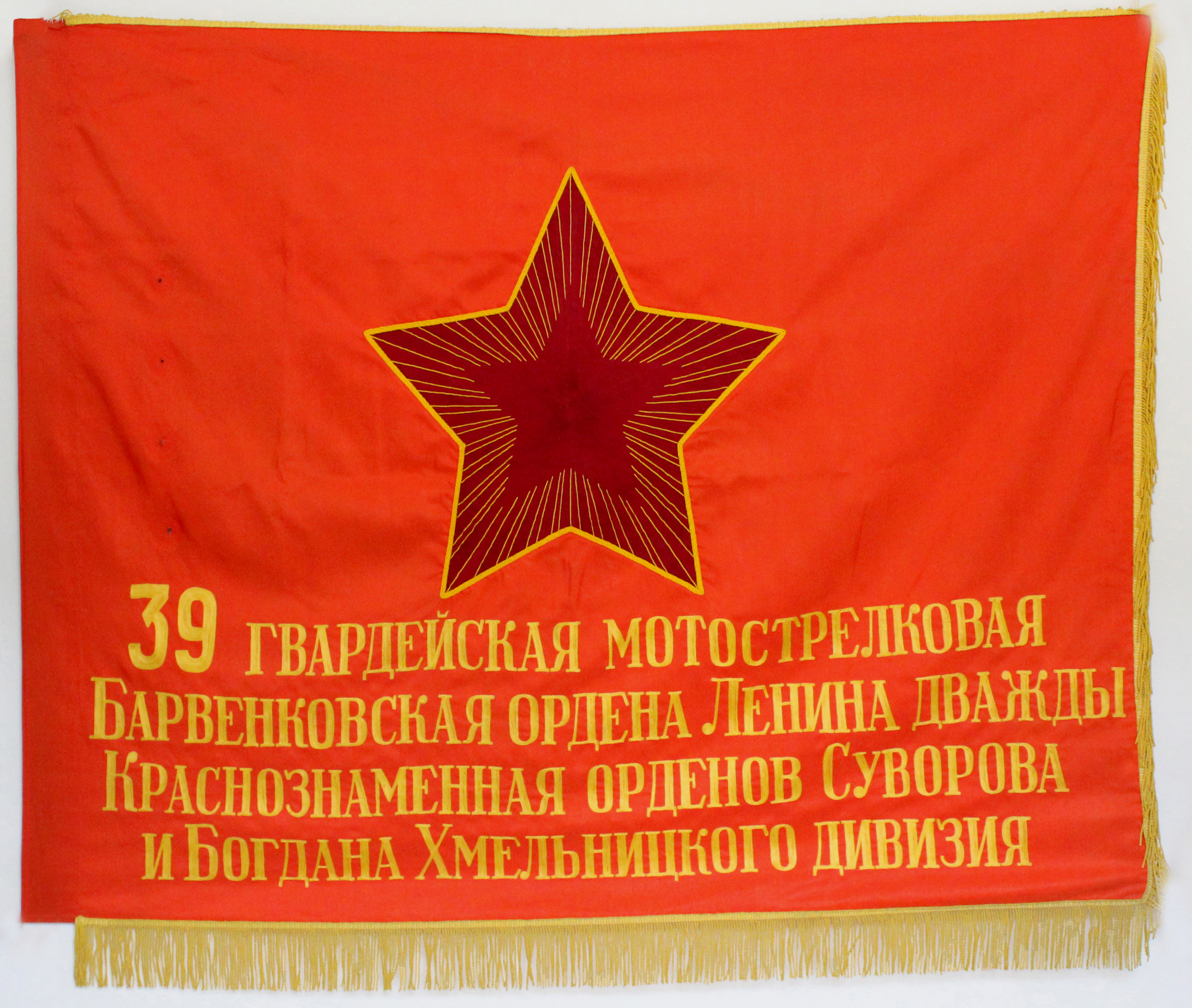
Знамя 39-й гвардейской мотострелковой дивизии.

С августа 1975 по июль 1978 года — слушатель Военной ордена Ленина Краснознаменной Академии Бронетанковых войск.
С июля 1978 по октябрь 1978 года — командир танкового батальона вч пп 48851 КДВО (г. Уссурийск).
С октября 1978 по октябрь 1979 года — начальник штаба полка вч пп 41530 (с. Красный Кут, Приморский край).
С октября 1979 по февраль 1981 года — заместитель командира танкового полка вч пп 48851 КДВО (г. Уссурийск).
С февраля 1981 по ноябрь 1983 года — командир 233-го гвардейского мотострелкового полка 81-й гвардейской мотострелковой дивизии вч пп 31963 (г. Бикин, Хабаровский край).
С ноября 1983 по ноябрь 1986 года — заместитель командира 135-й мотострелковой дивизии 15-й армии вч пп 92910 (г. Лесозаводск, Приморский край).
С ноября 1986 по ноябрь 1987 года — командир 13-й мотострелковой дивизии Сибирского военного округа вч ПП 11903.
С ноября 1987 по октябрь 1991 года — командир 39-й гвардейской мотострелковой Барвенковской ордена Ленина дважды Краснознамённой орденов Суворова и Богдана Хмельницкого дивизией 8-й гвардейской армии ГСВГ (ЗГВ) (вч пп 38865). Был последним командиром этой прославленной дивизии, осуществлявшим её вывод из Германии.
С января 1992 года по 2008 год — начальник Уссурийского суворовского военного училища.

### В отставке
С 2008 года в отставке.
Скончался 29 декабря 2010 года на 63-м году жизни в городе Уссурийске. Похоронен 31 декабря 2010 года в селе Яконовке Уссурийского района Приморского края.

## Награды

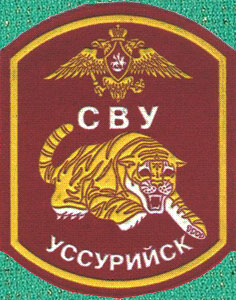

- Орден «За службу Родине в Вооружённых Силах СССР» 2-й степени
- Орден «За службу Родине в Вооружённых Силах СССР» 3-й степени
- Медаль «За безупречную службу» 1 степени
- Медаль «За безупречную службу» 2 степени
- Медаль «За безупречную службу» 3 степени
- Медали СССР.
- Медали РФ.